# Raveniola shangrila
Raveniola shangrila Zonstein & Marusik, 2012 è un ragno appartenente alla famiglia Nemesiidae.

## Etimologia
Il nome proprio della specie deriva dalla mitica città di Shangri-La, che lo scrittore James Hilton, nel suo romanzo Orizzonte perduto del 1933, pone proprio nei pressi della località di rinvenimento di questa specie.

## Caratteristiche
L'esemplare maschile ha lunghezza totale 16,10 mm; il cefalotorace è lungo 5,91 mm x 5,45 mm di larghezza.

## Distribuzione
La specie è stata reperita in Cina: l'olotipo maschile è stato rinvenuto nei pressi delle Shinga Mountains, a 15 chilometri da Zhongdian, nella provincia dello Yunnan.

## Tassonomia
Al 2013 non sono note sottospecie e dal 2012 non sono stati esaminati nuovi esemplari.